# Joan Plowright
Pour les articles homonymes, voir Plowright.
Joan Plowright (également connue sous le nom de Joan Ann Olivier, ou Baronne Olivier de Brighton, ou Dame Joan Plowright) est une actrice britannique née le 28 octobre 1929 à Brigg (comté du Lincolnshire, Angleterre) et morte le 16 janvier 2025 à Northwood.
Elle exerce comme actrice au théâtre, à la télévision ou au cinéma, pendant sept décennies et est faite dame commandeur de l'ordre de l'Empire britannique (DBE).

## Biographie
Joan Plowright est née en 1929 à Brigg au nord de l'Angleterre dans le Lincolnshire,. Elle est la fille de  Daisy Margaret (née Burton), femme au foyer, actrice amateur, ancienne ballerine, et de William Ernest Plowright, journaliste et rédacteur en chef du journal de Scunthorpe, où elle grandit.
Se formant au métier d'actrice au Bristol Old Vic Theatre School, elle débute sur scène à Croydon en 1948.

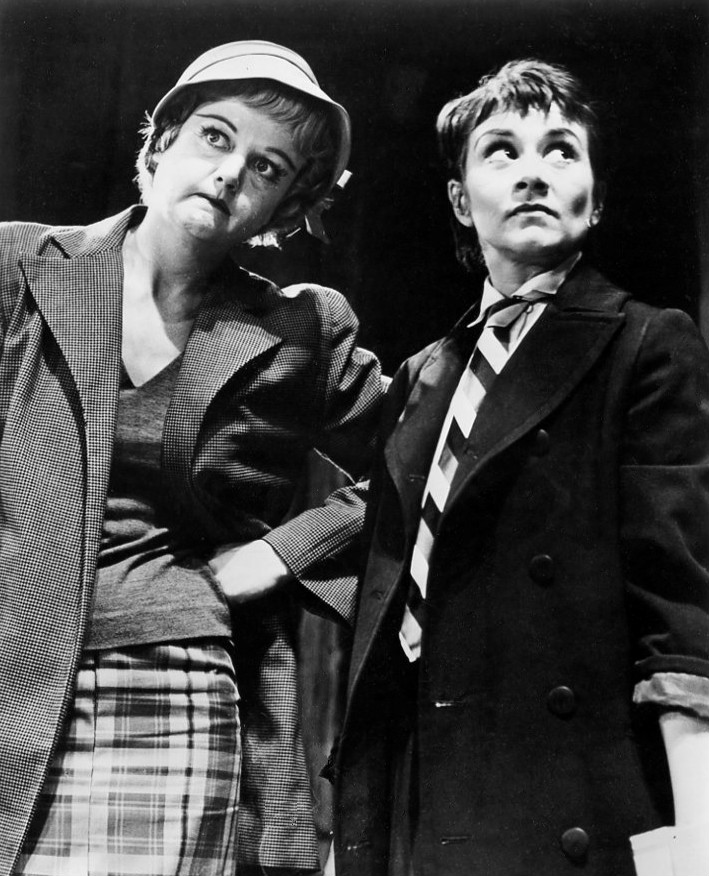
Joan Plowright et Angela Lansbury dans la pièce Un goût de miel (1961).

Elle s'installe ensuite à Londres et y débute sur scène en 1954 avant d'intégrer la troupe du Royal Court Theatre de George Devine en 1956, où elle incarne le rôle de Margery Pinchwife dans la pièce The Country Wife. Ses premiers succès naissent avec Les Chaises d'Ionesco, La Paix du dimanche de John Osborne, Major Barbara, A Taste of Honey, et fait la rencontre en 1956 de Laurence Olivier, un ami de son mentor George Devine, qui jouera avec elle en 1960 dans Rhinocéros d'Ionesco, pièce mise en scène par Orson Welles.
En 1957, elle reprend le rôle de la fille d'Archie Rice dans la pièce The Entertainer de John Osborne.
Elle devient la compagne de Laurence Olivier en 1961, qui a rompu un an plus tôt, pour elle, avec Vivien Leigh, autre actrice (ayant jouée notamment le premier rôle d'Autant en emporte le vent de Victor Fleming) très connue en Angleterre à l'époque. Elle s'affirme progressivement comme une des plus grandes dames du théâtre britannique après avoir été une des étoiles de la nouvelle vague anglaise. Elle joue également dans Sainte Jeanne, la pièce de George Bernard Shaw.
Elle débute dans un petit rôle au cinéma en 1956 dans le Moby Dick de John Huston, ainsi qu'à la télévision dès 1951.
Les pièces de théâtre, les films, les téléfilms et les feuilletons télévisés se succèdent ensuite pendant sept décennies. Elle se voit remettre deux Golden Globes et un Tony Awards.
Joan Plowright publie une autobiographie, And That's Not All : The Memoirs of Joan Plowright, en 2001. Nommée commandeur de l'ordre de l'Empire britannique (CBE) en 1970, elle est promue dame commandeur (DBE) en 2004.
Joan Plowright est décédée le 16 janvier 2025 à l’âge de 95 ans.

### Vie privée
Divorcée de l'acteur Roger Gage en 1960, Joan Plowright épouse Laurence Olivier le 17 mars 1961 à Wilton dans le Connecticut. Ils ont un fils, Richard Kerr Olivier (né en 1961) et deux filles, Tamsin Agnes Margaret Olivier (née en 1963) et Julie-Kate Olivier (née en 1965). Son époux, Laurence Olivier, est décédé en 1989.

## Filmographie
- 1954 : The Comedy of Errors (téléfilm) : Adriana
- 1955 : Moby Dick Rehearsed (téléfilm) : une jeune actrice / Pip
- 1956 : Moby Dick : Starbuck's Wife
- 1957 : Temps sans pitié (Time Without Pity) : Agnes Cole
- 1960 : Le Cabotin (The Entertainer) : Jean Rice
- 1963 : Uncle Vanya : Sonya
- 1969 : Twelfth Night (téléfilm) : Viola
- 1970 : Three Sisters : Masha
- 1973 : The Merchant of Venice (téléfilm) : Portia
- 1977 : Equus : Dora Strang
- 1978 : Daphne Laureola (téléfilm) : Lady Pitts
- 1980 : Le Journal d'Anne Frank (The Diary of Anne Frank) (téléfilm) : Mrs. Frank
- 1982 : A Dedicated Man (téléfilm) : Edith
- 1982 : Britannia Hospital : Phyllis Grimshaw
- 1982 : Pierre qui brûle (Brimstone & Treacle) : Norma Bates
- 1983 : Wagner, mini-série télévisée de Tony Palmer : Mrs. Taylor
- 1985 : Révolution (Revolution) : McConnahay
- 1986 : Theatre Night, épisode The Birthday Party (téléfilm) : Meg
- 1986 : The Importance of Being Earnest (téléfilm) : Lady Bracknell
- 1988 : The Dressmaker (en) : Nellie
- 1988 : Triple Assassinat dans le Suffolk (Drowning by Numbers) : Cissie Colpitts 1
- 1989 : And a Nightingale Sang (téléfilm) : Mam
- 1990 : Sophie
- 1990 : Je t'aime à te tuer (I Love You to Death) de Lawrence Kasdan : Nadja, la mède de Rosalie
- 1990 : Avalon : Eva Krichinsky
- 1991 : La Maison de Bernarda Alba (The House of Bernarda Alba) (téléfilm) : La Poncia
- 1992 : Injustes noces (Clothes in the Wardrobe) (téléfilm) : Mrs. Monro
- 1992 : Avril enchanté (Enchanted April) : Mrs. Fisher
- 1992 : Stalin (téléfilm) : Olga
- 1993 : Last Action Hero de  John McTiernan : Professeur
- 1993 : Denis la Malice (Dennis the Menace) : Martha Wilson
- 1994 : On Promised Land (téléfilm) : Mrs. Appletree
- 1994 : La Dernière chance d'Annie (A Place for Annie) (téléfilm) : Dorothy
- 1994 : Parfum de scandale (Widows' Peak) : Mrs. Doyle-Counihan aka Mrs. DC
- 1994 : A Pin for the Butterfly : Grandma
- 1994 : The Return of the Native (téléfilm) : Mrs. Yeobright
- 1995 : Pyromaniac's Love Story : Mrs. Linzer
- 1995 : Hotel Sorrento : Marge Morrisey
- 1995 : Les Amants du nouveau monde (The Scarlet Letter) de Roland Joffé : Harriet Hibbons
- 1996 : Jane Eyre : Mrs. Fairfax
- 1996 : Mr. Wrong, de Nick Castle : Mme Crawford
- 1996 : Surviving Picasso : la grand-mère de Françoise
- 1996 : Les 101 Dalmatiens (101 Dalmatians) : Nanny
- 1997 : The Assistant de Daniel Petrie : Mme Ida Bober
- 1998 : Danse passion (Dance with Me) : Bea Johnson
- 1998 : Encore! Encore! (série télévisée) : Marie Pinoni
- 1998 : This Could Be the Last Time (téléfilm) : Rosemary
- 1998 : Aldrich Ames: Traitor Within (téléfilm) : Jeanne Vertefeuille
- 1999 : Un thé avec Mussolini (Tea with Mussolini) : Mary Wallace
- 1999 : Tom's Midnight Garden : Mrs. Bartholomew
- 2000 : Dinosaure (Dinosaur) : Baylene (voix)
- 2000 : Le Rêve de Frankie (Frankie & Hazel) (téléfilm) : Phoebe
- 2001 : Le Souvenir en héritage (Bailey's Mistake) (téléfilm) : Tante Angie
- 2001 : Back to the Secret Garden : Martha Sowerby
- 2002 : Global Heresy : Lady Diana Foxley
- 2002 : Callas Forever : Sarah Keller
- 2003 : Bronx à Bel Air (Bringing Down the House) : Mrs. Arness
- 2003 : I Am David : Sophie
- 2004 : Georges et le Dragon : Mother Superior
- 2004 : Goose! : Beatrice Fairfield
- 2005 : Mrs. Palfrey at the Claremont : Mrs. Palfrey
- 2006 : Curious George : Miss Plushbottom (Diva d'opéra) (voix)
- 2008 : Les Chroniques de Spiderwick : Tante Lucinda Spiderwick